# Beckmesser
Ein Beckmesser ist ein kleinlicher, pedantischer Kritiker, benannt nach dem Nürnberger Meistersinger und Schreiber Sixtus Beckmesser in Richard Wagners Oper Die Meistersinger von Nürnberg von 1867.

## Historisches Vorbild
Die Figur des Beckmesser lehnt sich an den historischen Sixt Beckmesser an, der wohl im 16. Jahrhundert in Nürnberg lebte. Hans Sachs erwähnt ihn in einem Meisterlied von 1527 als einen der „Zwölf Nürnberger Meister“ oder „erwählten Meistersinger“:
Der sibent war Six Beckmesser,

sein tön lieblich erhalle.
Eine Melodie von Sixt Beckmesser, der gülden Ton, war noch im 17. Jahrhundert in Nürnberg bekannt, und ein in dieser Melodie verfasstes Neujahrslied auf Maria ist erhalten.
Da der Name Beckmesser ansonsten nirgendwo archivarisch nachweisbar ist, besteht Grund zu der Vermutung, der Meister habe „Sixt Beck“ geheißen und der Namenszusatz „-messer“ sei ein Hinweis auf seinen Beruf als Messerschmied. In den Archiven der Stadt Nürnberg wird 1539 die Witwe eines Sixt Beck genannt; ferner bestand die Messerschmiede Beck bis ins 17. Jahrhundert.

## Beckmesser in Wagners Oper
Die Figur des Sixtus Beckmesser wird traditionell als Parodie auf den Wiener Musikschriftsteller Eduard Hanslick gedeutet, einen frühen Bewunderer der Musik Wagners, der sich später in einen heftigen Kritiker wandelte und auch an den Meistersingern keinen Gefallen fand. Im zweiten Entwurf der Oper hatte Wagner seiner Figur, welche die Karikatur eines Musikkritikers darstellte, den Namen „Veit Hanslich“ gegeben. Dass er ausschließlich die Person Hanslicks karikieren wollte, wird allerdings durch die Tatsache widerlegt, dass Wagner die Figur in allen ihren späteren Zügen bereits in seiner ersten Skizze zu seinem Werk im Jahr 1845 angelegt hatte, als er Eduard Hanslick noch gar nicht kannte. An der Legende, mit Beckmesser sei Hanslick gemeint gewesen, wirkte Wagner selbst durch den von ihm verbreiteten Mythos mit, Hanslick habe sich sofort in Beckmesser wiedererkannt und beleidigt reagiert. Davon ist in dessen Kritiken allerdings nichts dokumentiert. Hanslicks Mutter stammte aus einer prominenten Prager Kaufmannsfamilie jüdischer Herkunft.
Wagner hat Beckmesser als streng regelkonform denkenden, akademisch konservativen und am Buchstaben der Vorschriften klebenden Charakter gezeichnet, der zu eigener künstlerischer Leistung und Kreativität nicht fähig ist. So versucht er, seine einmal gefundene Melodie unverändert beizubehalten, und zwingt ihr später auch den von ihm entwendeten Text seines Konkurrenten Walther von Stolzing auf, den er nicht versteht und fehlerhaft übernimmt.
In neuerer Zeit hat vor allem Walter Jens versucht, die Figur des Beckmesser zu rehabilitieren, der ein notwendiges Gegengewicht zu Sachs und Stolzing verkörpere: „Der Stadtschreiber hat auf der Bühne zu bleiben, er wird noch gebraucht!“ Diese Forderung ist verschiedentlich aufgegriffen worden und hat in einigen Regiearbeiten ihren Niederschlag gefunden.
Davon abgesehen, ist die Figur des Beckmesser deutlich verwandt mit Shakespeares Malvolio in der Komödie Was ihr wollt. Beckmesser gleicht in vielem bis in Handlungsdetails Malvolio, hier wie dort wird einem Außenseiter und Sonderling übel mitgespielt.

## Beckmesser-Harfe
Bei seinem nächtlichen Auftritt vor dem Haus Pogners im zweiten Aufzug begleitet Beckmesser sein Meisterlied für Eva auf einer Laute. Dabei spielt der Sänger auf der Bühne die gezupften Lautentöne auf einem stummen Instrument und wird von einer Harfe im Orchestergraben begleitet. Wagner stellte sich dabei ein Instrument vor, dessen Klang dem der Laute möglichst nahe kommt, und ließ dafür eine kleine Harfe mit Stahlsaiten anfertigen. Diese „Beckmesser-Harfe“, die nur noch von einem Hersteller aus Deutschland angeboten wird, setzen manche Opernhäuser heute noch ein. Wo eine solche Harfe nicht vorhanden ist, wird eine manipulierte Harfe benutzt, deren Saiten mit Papierstreifen gedämpft sind.
Einen ähnlichen Effekt nutzte Giacomo Puccini in der Oper La fanciulla del West: mit einer Harfe „mit Papier zwischen den Saiten“, um ein Banjo zu imitieren.

## Beckmesser – eine Judenkarikatur?
Sixtus Beckmesser wurde und wird verschiedentlich als antisemitische Karikatur gesehen: Wagner habe versucht, in Beckmessers missglückten Liedern jüdischen Synagogengesang zu parodieren. Darüber hinaus wird Beckmesser gelegentlich mit dem Grimmschen Märchen Der Jude im Dorn in Verbindung gebracht, hauptsächlich wegen der Textzeilen
In einer Dornenhecken,

von Neid und Gram verzehrt,

musst’ er sich da verstecken,

der Winter grimm-bewehrt,
die sich auf Beckmesser in seiner Funktion als Merker im „Gemerk“ beziehen.
Der u. a. von Theodor W. Adorno erhobene Vorwurf, es handele sich bei Beckmesser, Mime, Kundry und anderen negativ gezeichneten Figuren aus Wagners Opern um Judenkarikaturen, ist in Publikationen und auf wissenschaftlichen Symposien über Wagners Antisemitismus thematisiert worden und wird unterschiedlich beurteilt. Dass die Oper schon zu ihrer Entstehungszeit als antisemitisch wahrgenommen wurde, zeigt ein Tagebucheintrag von Wagners zweiter Ehefrau Cosima: Sie notierte am 14. März 1870, während einer Meistersinger-Aufführung in Wien hätten jüdische Zuschauer beim Preissingen Beckmessers protestiert, weil sie sich durch die karikierende Darstellung des Außenseiters verletzt fühlten, worauf sie befriedigt feststellte: „Vollständiger Sieg des Deutschen.“

## Redensart
Aus dem Namen Beckmesser entstanden das Substantiv Beckmesserei (1920er Jahre), das Verb beckmessern (Mitte 20. Jahrhundert) und das Adjektiv beckmesserisch. Der Begriff dient bis heute als eine bildungssprachliche Umschreibung für beflissene und engstirnige Regelgläubigkeit, auch Korinthenkackerei.